# Triphosa obsoletaria
Triphosa obsoletaria är en fjärilsart som beskrevs av Otto Staudinger 1898. Triphosa obsoletaria ingår i släktet Triphosa och familjen mätare. Inga underarter finns listade i Catalogue of Life.